# Philip Casnoff
Philip Casnoff (*3. srpna 1949, Filadelfie, Pensylvánie, USA) je americký herec, režisér a zpěvák.

## Filmografie

### Herectví
- 2015 Méďa 2
- 2015 Scream Queens
- 2015 Sight Unseen
- 2011 Field of Vision
- 2011 Grace Face
- 2010 Switchback
- 2009 Dům loutek
- 2008 Jane Doeová: Oči
- 2006 Holky v balíku
- 2005 Vražedná čísla
- 2005 Právo a pořádek: Porota
- 2002 Beze stopy
- 2002 Prezidentův muž 2: Ground Zero
- 2001 Drzá Jordan
- 2000 Křižovatky medicíny
- 2000 Věčné časy
- 2000 Sbohem, zítřku
- 1999 Chicken Soup for the Soul
- 1999 Zákon a pořádek: Útvar pro zvláštní oběti
- 1998 Blood on Her Hands
- 1998 Obhájci: Nenávist
- 1998 Fantasy Island
- 1998 Chameleon
- 1998 Nevinný výlet
- 1998 Pokoušet osud
- 1997 Advokáti
- 1997 Hráči
- 1997 The Hunger
- 1997 Little Girls in Pretty Boxes
- 1997 Oz
- 1996 Promised Land
- 1996 Special Report: Journey to Mars
- 1995 Zoja
- 1994 Nebe a peklo
- 1994 Nemocnice Chicago Hope
- 1994 Pohotovost
- 1994 Saints and Sinners
- 1994 Temptation
- 1994 Under Suspicion
- 1993 Diagnóza vražda
- 1993 Frasier
- 1993 Chůva k pohledání
- 1993 Walker, Texas Ranger
- 1992 Dívky z Jersey
- 1992 Sinatra
- 1991 Obrněné lodě
- 1991 Rudý vítr
- 1991 Sisters
- 1990 Křídla
- 1990 Právo a pořádek
- 1988 The Red Spider
- 1987 Vražedný stisk
- 1986 Sever a Jih II.
- 1985 Sever a Jih
- 1984 Crazy Like a Fox
- 1984 George Washington
- 1984 Příběhy z temnot
- 1983 The Hamptons
- 1982 King of America
- 1982 Remington Steele
- 1982 The Renegades
- 1980 Gorp
- 1980 Vánoční zlo
- 1978 Zpráva z vesmíru
- 1972 ABC Afterschool Specials
- 1968 One Life to Live
- 1956 The Edge of Night

### Režie
- 2002 Můj přítel Monk
- 2000 Křižovatky medicíny